# Лубенський медичний фаховий коледж
Лубенський медичний фаховий коледж є комунальним закладом фахової передвищої освіти, заснований на майні спільної (комунальної) власності територіальних громад, сіл, селищ і міст Полтавської області та переданий в управління Департаменту охорони здоров'я Полтавської обласної державної адміністрації.
Коледж провадить освітню діяльність, пов'язану із здобуттям фахової передвищої освіти, яка є основним видом діяльності та здійснює підготовку фахового молодшого бакалавра.

## Історія
Лубенський державний медичний технікум єдиного диспансеру було відкрито у вересні 1930 року згідно директиви Наркомату Охорони здоров’я УРСР.
10 жовтня 1930 року розпочалися заняття з учнями.
1 вересня 1935 (1936) року Лубенський медтехнікум був реорганізований у Лубенську фельдшерсько-акушерську школу  з двома відділеннями (акушерським та фельдшерським) та переведений у нову двоповерхову будівлю на вул. Плеханова. В 1936 році були випущені перші фельдшери.
У ході бойових дій Великої Вітчизняної війни та в період німецької окупації (13 вересня 1941 - 18 квітня 1943) навчальний заклад серйозно постраждав (в 1943 році будівля була повністю спалена німецькими військами), але надалі була відновлена і поновлена робота  - як медична школа , а з 1954 року - як Лубенське медичне училище   .

## Сучасний стан
З 2020 року Училище отримало статус навчального закладу фахової передвищої освіти згідно з ліцензією Міністерства освіти і науки України (наказ від 06.11.2019 № 979-л).
Коледж є комунальним вищим навчальним закладом І рівня акредитації, який готує фахівців зі спеціальностей: "Лікувальна справа" та "Сестринська справа".